# Зазуляк, Михаил
Михаил Зазуля́к (укр. Михайло Зазуляк, 1885 или 1887, Королевство Галиции и Лодомерии — 1936, Нью-Йорк) — американский певец украинского происхождения, баритон.

## Биография
Родился в 1885 году в Галиции (по другим сведениям, в 1887 г. во Львове). Работал учителем в Галиции.
В 1912 году (по другим сведениям, в 1909 или 1913 г.) переехал в США. Брал частные уроки вокала в Нью-Йорке. Пел в хоре «Метрополитен-оперы», в том числе как солист хора. Выступал с концертами и в радиоконцертах. В репертуар М. Зазуляка входили украинские народные и церковные песни, песни украинских композиторов Николая Лысенко и Виктора Матюка. В 1915—1929 годах сделал около ста записей на пластинках, преимущественно на украинском языке. В их числе — две записи, сделанные в 1915 и 1926 годах, песни «Ще не вмерла Україна», впоследствии ставшей официальным гимном Украины. Состоял в нью-йоркском украинском обществе «Українська бесіда» и в театральной труппе при этом обществе. В последние годы жизни отошёл от музыки по состоянию здоровья, умер в нищете в Нью-Йорке в 1936 году (по разным данным, 19 августа, 20 августа или 10 сентября). Панихида по М. Зазуляку прошла в грекокатолической церкви Святого Юрия (Георгия) в Нью-Йорке; певец похоронен на нью-йоркском кладбище «Голгофа».